# Solanum gemellum
Solanum gemellum är en potatisväxtart som beskrevs av Carl Friedrich Philipp von Martius och Otto Sendtner. Solanum gemellum ingår i släktet skattor som ingår i familjen potatisväxter. Inga underarter finns listade i Catalogue of Life.